# Liste der österreichischen Gesandten in Baden
Dies ist eine Liste der österreichischen Gesandten im Großherzogtum Baden.

## Gesandte
...
- 1810–1813: Anton von Apponyi (1782–1852)
- 1815–1818: Franz Joseph Ferdinand von Trauttmansdorff-Weinsberg (1788–1870)
- 1818–1820: Anton Karl Pálffy von Erdöd (1793–1879)
- 1820–1827: Karl von Löwenherz-Hruby und Geleny (1778–1838)
- 1827–1828: vakant
- 1828–1837: Karl Ferdinand von Buol-Schauenstein (1797–1865)
- 1837–1839: Moritz von Dietrichstein-Proskau-Leslie (1801–1852)
- 1839–1840: vakant
- 1840–1844: Joseph von Ugarte (1804–1862)
- 1844–1846: vakant
- 1846–1847: Georg von Esterházy (1811–1856)
- 1847–1849: Rudolph von Apponyi (1812–1876)
- 1849–1855: Joseph Philippovich von Philippsberg (1818–1889)
- 1855–1859: Alexander von Schönburg-Hartenstein (1826–1896)
- 1859–1866: Ferdinand von Trauttmansdorff-Weinsberg (1825–1896)
- 1866–1867: Nikolaus von Pottenburg (1822–1884)
- 1867–1872: Karl von Pfusterschmid-Hardtenstein (1826–1904)
- 1872–1918: Resident in Stuttgart